# Departamento de Chaco (Paraguay)
El Departamento de Chaco fue uno de los diecinueve departamentos que formaban la República del Paraguay desde 1973 hasta 1992, año en el que se fusionó con el Departamento de Alto Paraguay. 
Correspondía en ese tiempo al Departamento XVII de la Republica del Paraguay (número diecisiete) y su capital era Mayor Pablo Lagerenza.
Estaba ubicado al norte de la región occidental del país, limitaba al noroeste, norte y noreste con Bolivia, al este y sureste con el Departamento de Alto Paraguay, al sur, suroeste y oeste con el extinto Departamento de Nueva Asunción (que corresponde a parte del actual Departamento de Boquerón).
Debido a su lejana ubicación en el norte del Chaco Boreal y a su escasa población, el territorio terminó fusionándose en el año 1992 con Alto Paraguay, formando el actual Departamento de Alto Paraguay.